# Geweide-Klunder
Geweide-Klunder is een voormalig waterschap ten westen van Thesinge.
De polder grenst aan het water het Geweide of het Geweijde. De naam van het water is afgeleid van weg, vergelijk waterweg, en stamt uit de Friese tijd. Het is een hypercorrectie van wei (= weg).
Het waterschap Geweide-Klunder is in 1929 ontstaan door een samenvoeging van de waterschappen de Klunder (van 1882) en de Geweidsterpolder (van 1886) en kreeg toen een oppervlakte van 290 ha. De aanwezige watermolens werden gelijktijdig vervangen door een elektrisch gemaal. In 1962 volgde een uitbreiding met het waterschap de Kievitspolder (van 1913) tot een oppervlakte van in totaal 417 ha.
In 1970 ging het waterschap Geweide Klunder op in het waterschap Hunsingo. Waterstaatkundig gezien ligt het gebied sinds 1995 binnen dat van het waterschap Noorderzijlvest.